# Douz Nord
La delegació o mutamadiyya de Douz Nord (àrab: معتمدية دوز الشمالية, muʿtamadiyyat Dūz ax-Xamāliyya) és una delegació o mutamadiyya de Tunísia a la governació de Kébili, formada per la meitat de la ciutat de Douz. Va ser creada el 2003 per partició de l'antiga delegació de Douz. Té una població de 25.534 habitants, dels quals 12.728 homes i 12.806 dones, segons el cens de 2004.

## Administració
La delegació o mutamadiyya, amb codi geogràfic 63 54 (ISO 3166-2:TN-12), està dividida en cinc sectors o imades:
- Douz Est (63 54 51)
- El Golâa (63 54 52)
- El Aouina Nord (63 55 53)
- El Aouina Sud (63 54 54)
- El Abadla (63 54 55)

Al mateix temps, forma part de les municipalitats o baladiyyes de Douz (63 13) i El Golâa (63 14).